# Aduá (vulcão)
Aduá (Adwa; 1733 m/5686 pés.) é um estratovulcão na Etiópia, localizado no sul da região Afar e tem uma caldera de 4 x 5 km. Devido à localização do vulcão perto da fronteira entre as tribos afares e issas, pouco se sabe sobre o comportamento passado e presente do vulcão. No entanto, um estudo de terremotos e InSAR conduzido por Derek Keir e colegas mostra que uma intrusão de magma de 5 km de profundidade e 8 km de comprimento emanou do lado leste do vulcão em maio de 2000.